# Осока парвская
Осо́ка па́рвская, или Осока коротконо́сиковая (лат. Cárex brevicóllis) — травянистое растение, вид рода Осока (Carex) семейства Осоковые (Cyperaceae).

## Ботаническое описание
Зимнезелёное многолетнее травянистое растение. Корневища горизонтальные.
Стебли 20—40 см высотой. Вегетативные побеги укороченные.
Низовые листья бурые, чешуевидные; срединные линейные, 3—5 мм шириной.
Цветки однополые, без околоцветника, собраны в колоски, состоящие из цветков одного пола. Нижние колоски в числе двух — трёх, женские, продолговато-яйцевидные, 1,5—2,5 см длиной; один верхушечный мужской, продолговато-булавовидный. Женские цветки содержат один пестик с тремя рыльцами и верхней завязью, окружённой кроющим листом, образующим обратнояйцевидный перепончатый мешочек с коротким двузубчатым носиком. Мужские цветки содержат три тычинки. Цветёт в конце марта — начале апреля.
Плоды — сухие орешки. Семена созревают и осыпаются через 1,5—2 месяца.

## Распространение и среда обитания
Вид описан из Франции, со склонов горы Парв близ Лиона, отсюда видовой эпитет.
Встречается в Европе на территории Чехословакии, Венгрии, Франции, Испании, Болгарии, Румынии, Югославии.
На территории бывшего СССР растёт на Украине, в Молдавии и Закавказье.
Растёт в грабовых, дубово-грабовых и буковых лесах. Разрастается на вырубках.

## Хозяйственное значение и применение
Во всех органах содержатся алкалоиды — производных карболина, основной из них — бревиколлин. Особенно много его в молодых листьях: 0,5—0,86 %.
В качестве лекарственного сырья использовали траву осоки парвской (лат. Herba Caricis brevicollis), которую собирают в период цветения. Надземные органы использовали для изготовления препарата «Бревиколлин» (бревиколлина гидрохлорид), применявшегося в гинекологической практике для стимулирования родовой деятельности и остановки маточных кровотечений.
Вводится в культуру в качестве лекарственного растения. Урожайность надземной массы под пологом леса — 7—30 ц/га.
Для скота растение ядовито. В некоторых местах Закавказья носит название бешеной травы. Причиной отравления служат грибы поражающие растение.